# Loxophlebia schrollei
Loxophlebia schrollei är en fjärilsart som beskrevs av Jörgensen 1935. Loxophlebia schrollei ingår i släktet Loxophlebia och familjen björnspinnare. Inga underarter finns listade i Catalogue of Life.